# Дніпровський міський театр ляльок
Дніпровський міськи́й теа́тр ляльо́к — міський театр ляльок у Дніпро, один з наймолодших лялькових театрів України.

## Загальна інформація
Дніпровський міський театр ляльок нині міститься у сучасній будівлі дитячого садка № 144 на житловому масиві Перемога-6 за адресою:
проспект Героїв, 40-А, м. Дніпро, Україна.
Приміщення театру — невелике — маленька глядацька зала (на 55 місць) та невелике фоє.
Вистави театру проходять українською мовою.
Директор театру — Валентин Фетісов, головний режисер — Роман Гребенюк, головний художник — Віктор Нікітін.

## Історія
Дніпровський міський театр ляльок утворився 1 серпня 2001 року з невеликого творчого об'єднання акторів колишнього театру ляльок на Московській.
Нині (2024р.) це повноцінний стаціонарний репертуарний міський театр ляльок зі своєю сталою трупою та власною сценою.

## Репертуар
Репертуар Дніпровського міського театру ляльок різнорідний — народні та літературні казки, класика і сучасна література. Окреме місце посідають спектаклі за авторськими п'єсами, найчастіше заснованим на відомих літературних творах. Всі вистави розраховані для дітей, але є постановка («Трёхрублёвая опера») й для дорослої авдиторії.
Так, у чинному репертуарі дніпровських лялькарів:
- «Ай, да Буратино!», за мотивами казки О. Толстого «Золотий ключик»;
- «Волшебное озеро», за мотивами японських народних казок;
- «Гулливер», мюзикл для театру ляльок за мотивами творів Дж. Свіфта;
- «Злюка или переполох в кукольном городе. Очень поучительная история.»;
- «Карлсон проказничает опять. Шведская сказка.»;
- «Колыбельная для мышонка», за мотивами казки С. Маршака «Глупый мышонок»;
- «Кто похитил Новый Год? Классический новогодний кукольный спектакль.»;
- «Куклы в цирке. Веселое цирковое представление»;
- «Медвежонок Римцимцы. Сказка о верности и дружбе»;
- «Новогоднее недоразумение. Новогодняя сказка-шутка»;
- «Похищение Чебурашки. Детективная история»;
- «Путешествие за звездой. Новогодние космические путешествия»;
- «Трёхрублёвая опера», мюзикл-фарс для дорослих у 2 діях;
- «Три поросёнка и волк», спектакль за мотивами коміксів В. Діснея;
- «Феи скалы Мерлина», за мотивами шотландських народних казок;
- «Честное ВЕЛИКАНСКОЕ. Великанская сказка»;
- «Чудесная путаница. Кукольная сказка».

## Виноски
1. ↑  План зали [Архівовано 2010-05-16 у Wayback Machine.] на Офіційна вебсторінка театру (рос.)
2. ↑  Творчий колектив [Архівовано 2010-05-16 у Wayback Machine.] на Офіційна вебсторінка театру (рос.)
3. ↑  Як нас знайти [Архівовано 29 квітня 2010 у Wayback Machine.] на Офіційна вебсторінка театру [Архівовано 16 травня 2010 у Wayback Machine.] (рос.)
4. ↑  Дніпровський міський театр ляльок [Архівовано 13 квітня 2010 у Wayback Machine.] на www.dnepro.org.ua (Театри Дніпропетровська) [Архівовано 29 квітня 2010 у Wayback Machine.] (рос.)
5. ↑  Про театр [Архівовано 29 квітня 2010 у Wayback Machine.] на Офіційна вебсторінка театру [Архівовано 16 травня 2010 у Wayback Machine.] (рос.)
6. ↑  Репертуар [Архівовано 17 квітня 2010 у Wayback Machine.] на Офіційна вебсторінка театру [Архівовано 16 травня 2010 у Wayback Machine.] (рос.)